# Éréac
Éréac (bretonisch: Erieg) ist eine französische Gemeinde mit 676 Einwohnern (Stand 1. Januar 2022) im Département Côtes-d’Armor in der Region Bretagne. Sie gehört zum Saint-Brieuc und zum Kanton Broons. Die Bewohner nennen sich Éréacais(es).

## Geografie
Éréac liegt etwa 53 Kilometer westnordwestlich von Rennes und 48 Kilometer südwestlich von Saint-Malo im Südosten des Départements Côtes-d’Armor.

## Geschichte
Der Name der Gemeinde ist zwar gallo-römisch – doch gibt es keine Siedlungsspuren aus dieser Zeit. Die adeligen Familien, die den Ort verwalteten, waren zuerst die Le Châtelier, danach die Villeblanche und ab dem 16. Jahrhundert die Montmorency. Innerhalb weniger Jahrzehnte nach 1789 wechselte Éréac mehrfach die Zuteilung. Die Gemeinde gehörte von 1793 bis 1801 zum District Broons. Zudem war sie von 1793 bis 1801 Teil des Kantons Langourla, danach 1801 bis 1821 des Kantons Merdrignac und ist seit 1821 Teil des Kantons Broons. Von 1801 bis 1821 war Éréac verwaltungstechnisch Teil des Arrondissements Loudéac und seither Teil des Arrondissements Dinan. Erste namentliche Erwähnung von Éréac als Yriac in einer Schenkungsurkunde der Abtei von Saint-Malo im Jahr 1330.

## Bevölkerungsentwicklung
| Éréac: Einwohnerzahlen von 1793 bis 2016                                                                                   | Éréac: Einwohnerzahlen von 1793 bis 2016 | Éréac: Einwohnerzahlen von 1793 bis 2016 | Éréac: Einwohnerzahlen von 1793 bis 2016 | Éréac: Einwohnerzahlen von 1793 bis 2016 |
| --- | ---------------------------------------- | ---------------------------------------- | ---------------------------------------- | ---------------------------------------- |
| Jahr |                                          |                                          |                                          | Einwohner                                |
| 1793 | 1793                                     |                                          | 1.157                                    | 1.157                                    |
| 1800 | 1800                                     |                                          | 1.026                                    | 1.026                                    |
| 1806 | 1806                                     |                                          | 1.119                                    | 1.119                                    |
| 1821 | 1821                                     |                                          | 1.212                                    | 1.212                                    |
| 1831 | 1831                                     |                                          | 1.269                                    | 1.269                                    |
| 1836 | 1836                                     |                                          | 1.327                                    | 1.327                                    |
| 1841 | 1841                                     |                                          | 1.254                                    | 1.254                                    |
| 1846 | 1846                                     |                                          | 1.310                                    | 1.310                                    |
| 1851 | 1851                                     |                                          | 1.395                                    | 1.395                                    |
| 1856 | 1856                                     |                                          | 1.337                                    | 1.337                                    |
| 1861 | 1861                                     |                                          | 1.384                                    | 1.384                                    |
| 1866 | 1866                                     |                                          | 1.399                                    | 1.399                                    |
| 1872 | 1872                                     |                                          | 1.403                                    | 1.403                                    |
| 1876 | 1876                                     |                                          | 1.460                                    | 1.460                                    |
| 1881 | 1881                                     |                                          | 1.470                                    | 1.470                                    |
| 1886 | 1886                                     |                                          | 1.502                                    | 1.502                                    |
| 1891 | 1891                                     |                                          | 1.514                                    | 1.514                                    |
| 1896 | 1896                                     |                                          | 1.478                                    | 1.478                                    |
| 1901 | 1901                                     |                                          | 1.477                                    | 1.477                                    |
| 1906 | 1906                                     |                                          | 1.505                                    | 1.505                                    |
| 1911 | 1911                                     |                                          | 1.563                                    | 1.563                                    |
| 1921 | 1921                                     |                                          | 1.430                                    | 1.430                                    |
| 1926 | 1926                                     |                                          | 1.380                                    | 1.380                                    |
| 1931 | 1931                                     |                                          | 1.272                                    | 1.272                                    |
| 1936 | 1936                                     |                                          | 1.250                                    | 1.250                                    |
| 1946 | 1946                                     |                                          | 1.182                                    | 1.182                                    |
| 1954 | 1954                                     |                                          | 1.113                                    | 1.113                                    |
| 1962 | 1962                                     |                                          | 1.021                                    | 1.021                                    |
| 1968 | 1968                                     |                                          | 921                                      | 921                                      |
| 1975 | 1975                                     |                                          | 817                                      | 817                                      |
| 1982 | 1982                                     |                                          | 736                                      | 736                                      |
| 1990 | 1990                                     |                                          | 706                                      | 706                                      |
| 1999 | 1999                                     |                                          | 600                                      | 600                                      |
| 2006 | 2006                                     |                                          | 620                                      | 620                                      |
| 2011 | 2011                                     |                                          | 659                                      | 659                                      |
| 2016 | 2016                                     |                                          | 680                                      | 680                                      |
| Quelle(n): EHESS/Cassini bis 1999, INSEE ab 2006 Anmerkung(en): Ab 1962 offizielle Zahlen ohne Einwohner mit Zweitwohnsitz |                                          |                                          |                                          |                                          |

Die zunehmende Mechanisierung der Landwirtschaft und die hohe Anzahl Gefallener des Ersten Weltkriegs führten zu einem Absinken der Einwohnerzahlen bis auf die Tiefststände in neuerer Zeit.

## Sehenswürdigkeiten
- Dorfkirche Saint-Pierre (12.–15. Jahrhundert)
- Kapelle Sainte-Anne et Saint-Jean-Baptiste du Châtelier in Le Châtelier (15. Jahrhundert und 1775)
- Kapelle Les Rotouers/Les Rothouers; erbaut 1765, erneuert 1858
- ehemaliges Pfarrhaus aus dem 18. Jahrhundert
- Herrenhaus Manoir du Bois-Roulier, 17.–20. Jahrhundert
- Bauernhaus/Landgut von La Claie
- Herrenhaus Manoir de la Corbinais in La Corbinais aus dem 16. Jahrhundert
- ein befestigtes Haus in Coët Bicor aus dem 15. Jahrhundert
- alte Häuser im Ortsteil La Reigneraie
- ein altes Haus am Kirchplatz
- Dorfbrunnen
- Denkmal für die Gefallenen[3]

Quelle:

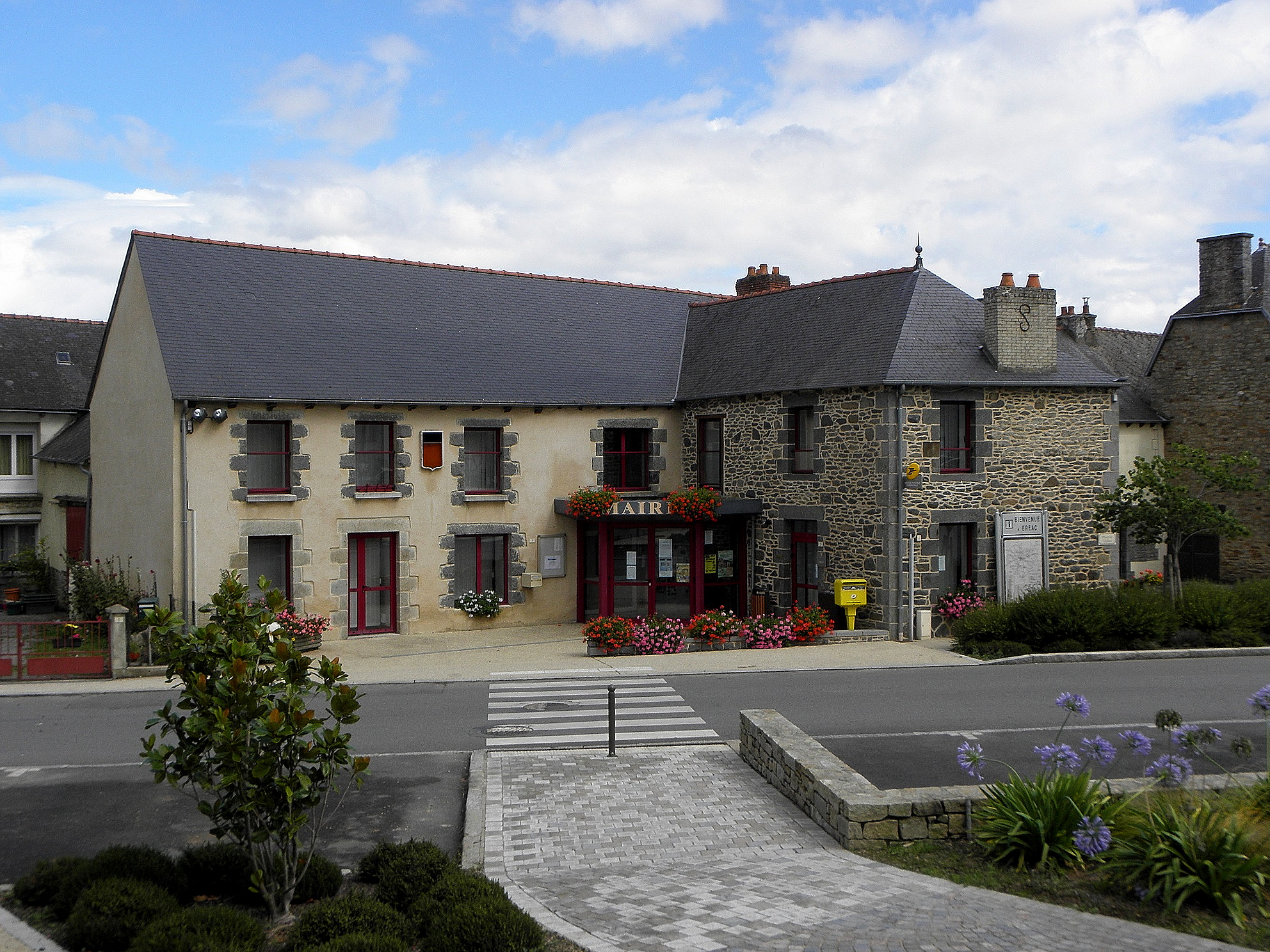
Mairie (Bürgermeisteramt) von Éréac
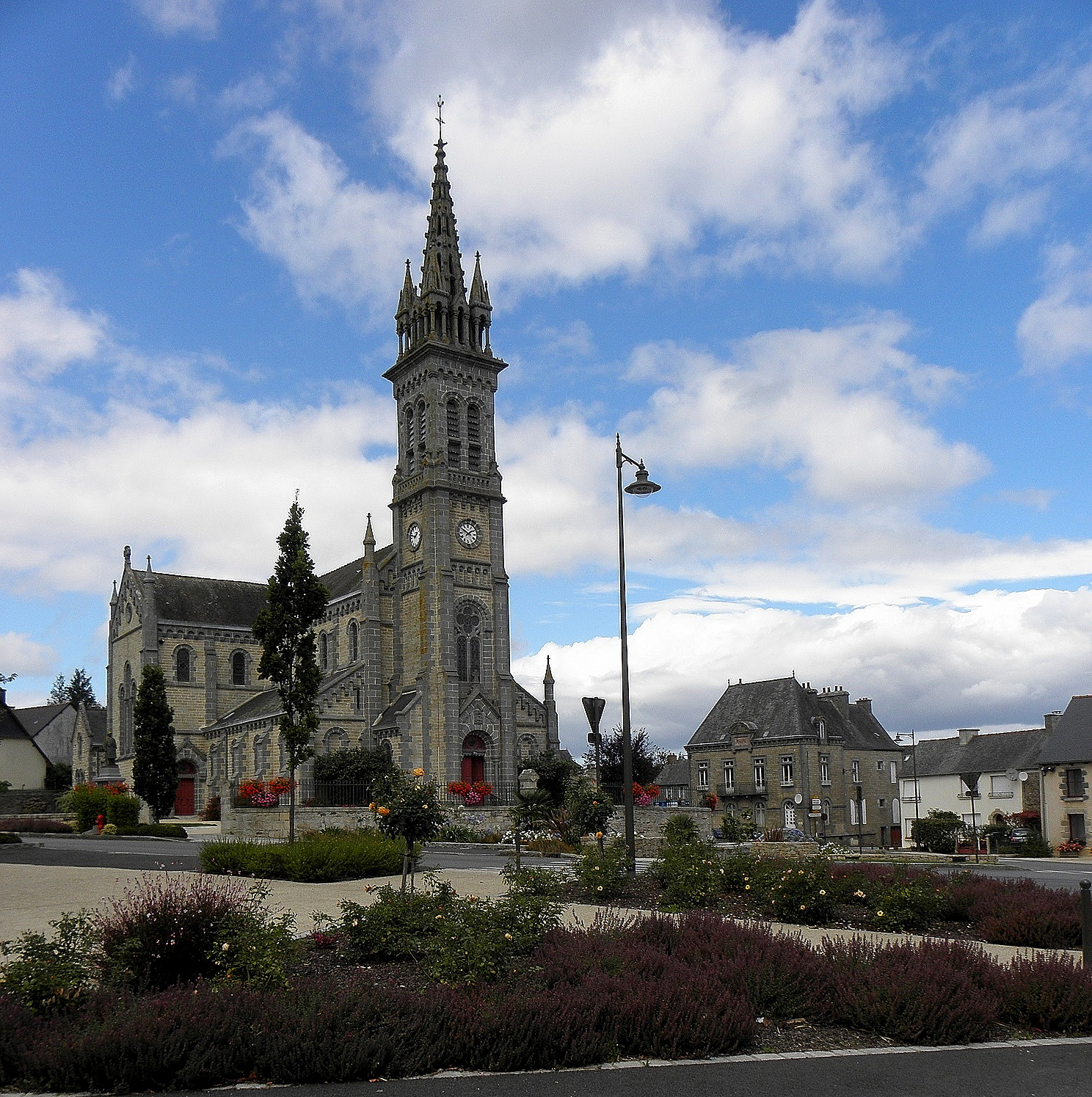
Dorfkirche Saint-Pierre
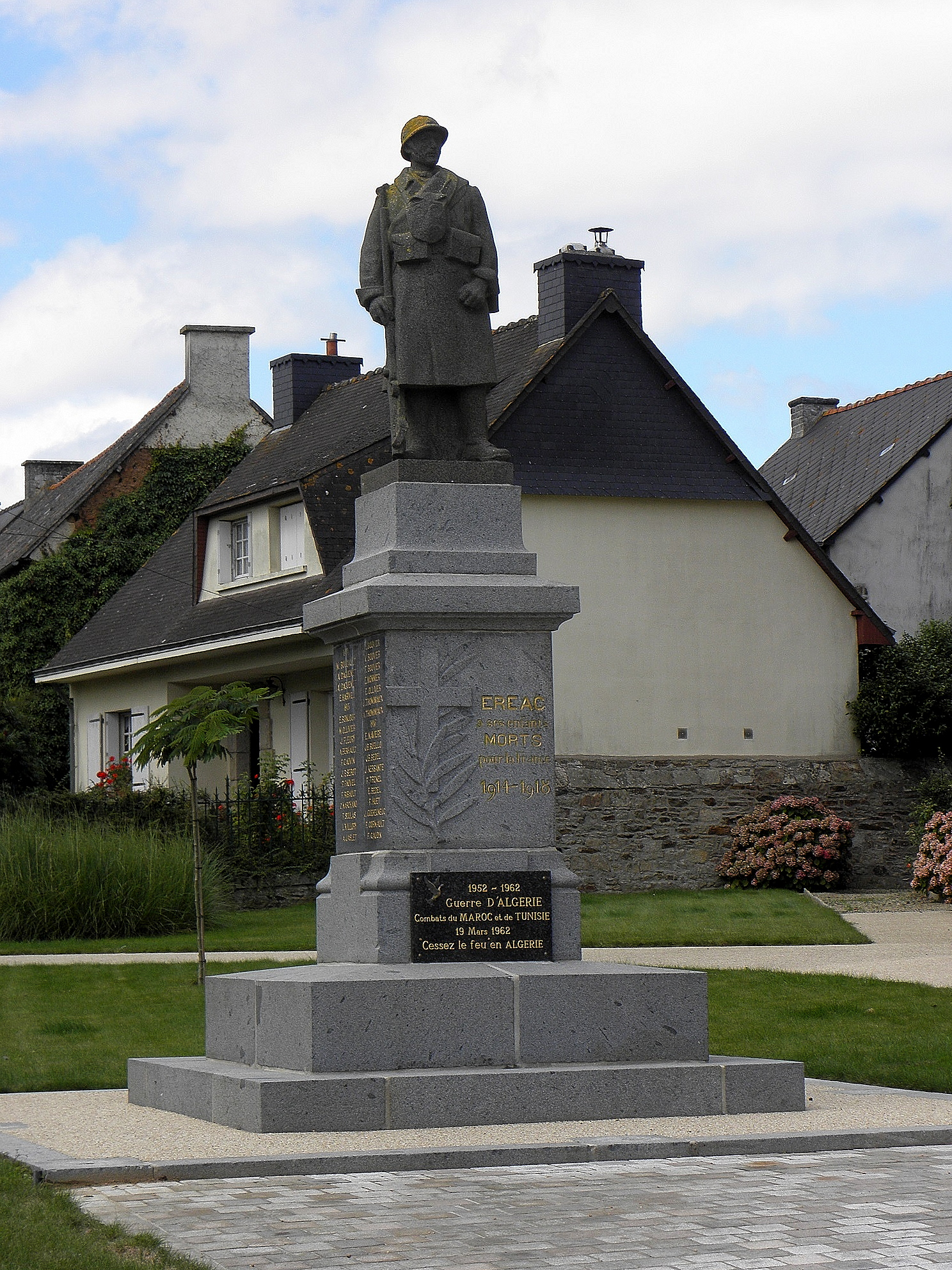
Denkmal für die Gefallenen
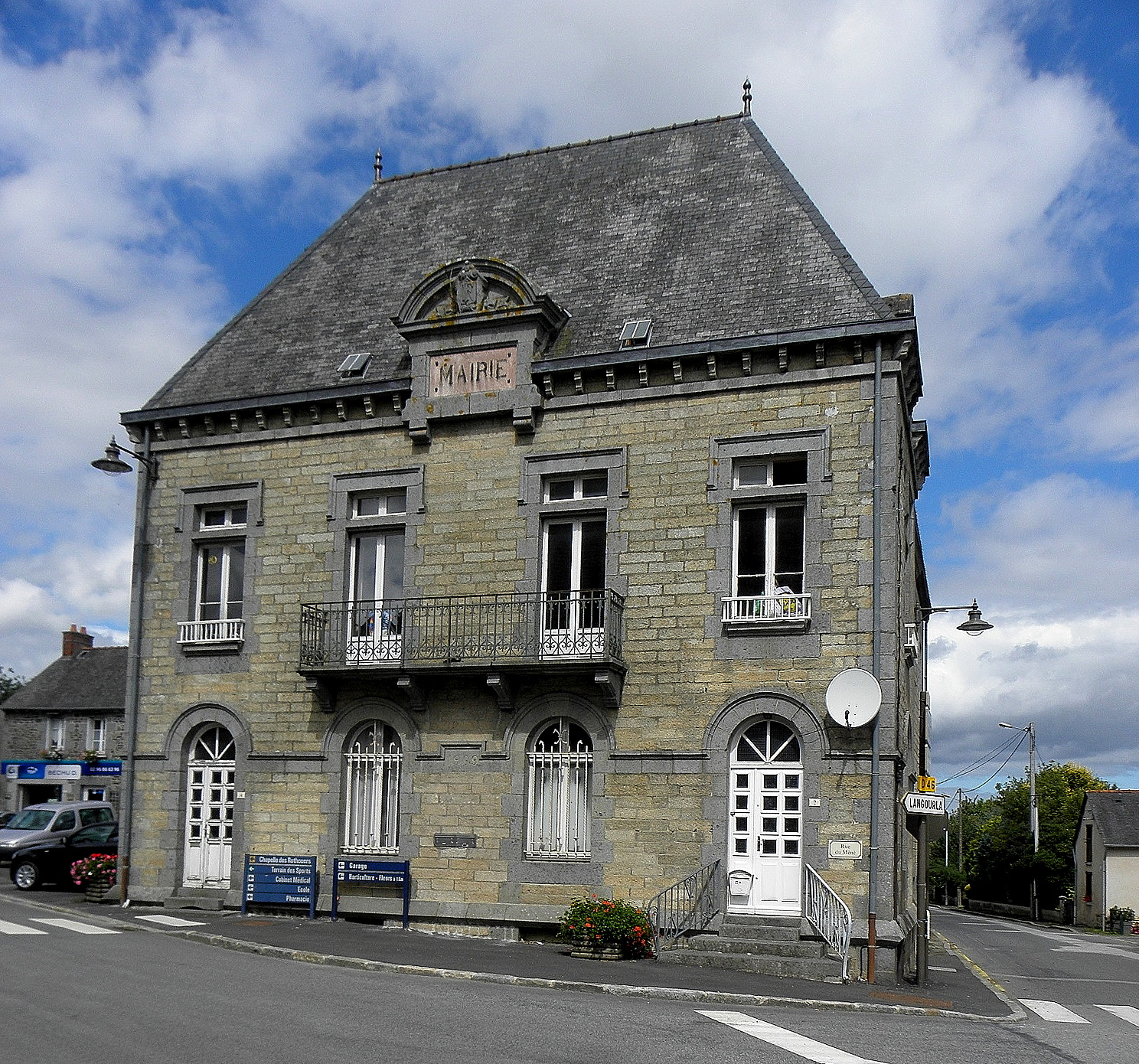
Ehemalige Mairie (Bürgermeisteramt) von Éréac